# Айелех Ворку
Айелех Ворку (12 июня 1979, Арси, Эфиопия) — эфиопская легкоатлетка, специализирующийся в беге на 5000 метров. Завоевала бронзовые медали на Чемпионате Мира в 1999 и 2001 году.

## Карьера
Впервые Айелех Ворку приняла участие в Олимпийских играх в Атланте в 1996 году. Она финишировала двенадцатой в беге 5000 метров и стала лучший из представительниц Эфиопии.  
Она на своем первом Чемпионате мира по легкой атлетике в 1997 году финишировала на 12-м месте. 
На Чемпионате мира 1999 года в испанской Севилье установила личный рекорд и завоевала бронзовую медаль на дистанции 5000 метров.  Вскоре после этого, она победила на Всеафриканских играх.  
В 2000 году Ворку участвовала в Олимпийских играх во второй раз. На Олимпиаде в Сиднее финишировала на четвертом месте в забеге на 5000 метров, уступив медаль в борьбе с соотечественницей Гете Вами.
На Чемпионате мира 2001 года в Эдмонтоне завоевала бронзовую медаль.
В 2007 году победила в Гамбургском марафоне.